# Coppa del Re 1986 (pallacanestro maschile)
La Coppa del Re 1986 è stata la 50ª Coppa del Re di pallacanestro maschile.

## Squadre
Le squadre qualificate sono le prime due classificate di entrambi i gruppi (pari e dispari) al termine della prima fase della Liga ACB 1985-1986.

## Tabellone
|  | Semifinali        | Semifinali        | Semifinali        |                   |             | Finale             | Finale             | Finale             |  |
|  |                   |                   |                   |                   |             |                    |                    |                    |  |
|  | Real Madrid       | Real Madrid       | 100               |                   |             |                    |                    |                    |  |
|  | Real Madrid       | Real Madrid       | 100               |                   |             |                    |                    |                    |  |
|  | C.B. Saragozza    | C.B. Saragozza    | 96                |                   |             |                    |                    |                    |  |
|  | C.B. Saragozza    | C.B. Saragozza    | 96                |                   | Real Madrid | Real Madrid        | 87                 |                    |  |
|  |                   |                   |                   |                   | Real Madrid | Real Madrid        | 87                 |                    |  |
|  |                   |                   | Joventut Badalona | Joventut Badalona | 79          |                    |                    |                    |  |
|  | Joventut Badalona | Joventut Badalona | Joventut Badalona | Joventut Badalona | 79          | 120                |                    |                    |  |
|  | Joventut Badalona | Joventut Badalona |                   |                   |             | 120                |                    |                    |  |
|  | Barcellona        | Barcellona        | 115               |                   |             | Finale terzo posto | Finale terzo posto | Finale terzo posto |  |
|  | Barcellona        | Barcellona        | 115               |                   |             |                    |                    |                    |  |
|  |                   |                   |                   |                   |             |                    |                    |                    |  |
|  |                   |                   |                   |                   |             | Barcellona         | Barcellona         | 102                |  |
|  |                   |                   |                   |                   |             | Barcellona         | Barcellona         | 102                |  |
|  |                   |                   |                   |                   |             | C.B. Saragozza     | C.B. Saragozza     | 99                 |  |

## Finale
| Arbitri: | Francisco Javier Fajardo Víctor Mas |

|                        |            |                    |
| Biriukov, Iturriaga 19 | Punti      | 20 Villacampa      |
| Biriukov 2             | Assist     | 1 Jiménez, Montero |
| Robinson, Townes 5     | Rimbalzi   | 8 Stewart          |
| Lolo Sainz             | Allenatori | Miquel Nolis Suñol |